# Niardo
Niardo är en ort och kommun i provinsen Brescia i regionen Lombardiet i Italien. Kommunen hade 2 027 invånare (2018).